# Peter Kreutz (Pianist)
Peter Kreutz (* 28. November 1960 in Gütersloh) ist ein deutscher Pianist.

## Leben
Peter Kreutz wuchs in Gütersloh als Sohn des Kirchenmusikers Hermann Kreutz auf und studierte nach dem Abitur an der Hochschule für Musik Detmold die Fächer Klavier und Gesang bei Renate Kretschmar-Fischer und Helmut Kretschmar. Nach seinen mit Auszeichnung bestandenen Examina widmete sich Kreutz vor allem dem Bereich der Liedgestaltung und gewann zahlreiche Preise in internationalen Wettbewerben. Hierzu zählen unter anderem der ARD Musikwettbewerb in München sowie der niederländische Musikwettbewerb in ’s-Hertogenbosch.
Im Jahr 1988 gewann Kreutz den 1. Preis im Liedduowettbewerb des Bundesverbands der Deutschen Industrie (BDI), zwei Jahre später wurde er als Liedpianist beim Deutschen Musikwettbewerb ausgezeichnet und in die „Bundesauswahl Konzerte Junger Künstler“ aufgenommen.
Peter Kreutz ist in Konzerten in zahlreichen europäischen Ländern zu hören, er trat mehrfach beim „Kissinger Sommer“ und den „Gustav-Mahler-Wochen“ im italienischen Toblach auf. Das ZDF und das niederländische Fernsehen machten Fernsehproduktionen mit ihm. Im CD-Handel ist Kreutz mit Einspielungen von Brahmsliedern, Liedern des 19. und 20. Jahrhunderts sowie mit Werken von Antonín Dvořák vertreten.
Kreutz unterrichtet seit 1988 an der Hochschule für Musik Detmold im Fach Liedgestaltung. Hier wurde er im Jahr 2004 zum Professor ernannt. Er ist künstlerischer Leiter die Konzertreihe „Forum Lied“ in Gütersloh und war lange Jahre  Fachbereichsleiter für Klavier an der Musikschule für den Kreis Gütersloh.
Kreutz lebt in Gütersloh.